# دساسة ميونيكتون
دساسة ميونيكتون، سقنقورية ميونيكتون أو سقنقورية المغرب الأسطواني، هو نوع من سكينك في عائلة السقنقورية. توجد فقط في المغرب.
هناك نوعان فرعيان:
- الكالسيدات ميونيكتون (بوتجر، 1874).
- الكالسيدات ميونيكتون تريفاسياتوس شابانود، 1917.

تشير البيانات الجينية إلى أنه ينبغي اعتبار هذه الأنواع منفصلة، لكن لا يمكن فصلها باستخدام الخصائص المورفولوجية الخارجية.
موائلها الطبيعية هي الشواطئ الرملية والأراضي الصالحة للزراعة والمراعي والحدائق الريفية. إنه مهدد بخسارة موطنه.